# Batalla de Schellenberg
La batalla de Schellenberg fue un enfrentamiento armado que se desarrolló durante la guerra de sucesión española, el 2 de julio de 1704 en torno al fuerte de Schellenberg, que dominaba la ciudad amurallada de Donauwörth, sobre el Danubio, en Baviera (Alemania meridional).
La batalla opuso a las fuerzas de la Gran Alianza, formada por Inglaterra, Austria y las Provincias Unidas, comandadas por el Duque de Marlborough y Luis Guillermo de Baden, contra las fuerzas francobávaras, acaudilladas por el Conde d’Arco y su lugarteniente, el Marqués de Maffei (por el bando galo), y por el Elector Maximiliano II de Baviera y el Conde de Marsin (por el bando bávaro).
Schellenberg, tomada mediante un coup de main, supuso una decisiva victoria para la "Gran Alianza", porque creaba un paso seguro en el Danubio para las operaciones logísticas de aprovisionamiento del ejército de Marlborough. Además, permitió proseguir la campaña aliada de 1704 en Baviera. La batalla se decidió en dos horas, tras la cual se llegaron a contar 14.000 bajas aproximadamente.
Después de la victoria, los aliados tenían dos opciones: o bien persuadir al Elector de Baviera para que se uniese a su causa, o bien hacerle salir de su refugio en Augsburgo y derrotarle antes de que recibiese refuerzos. Para facilitar estos fines, los aliados iniciaron la controvertida política de asolar la campiña bávara, mientras negociaban en secreto con el Elector para que desertase del bando del Rey Sol. Sin embargo, este se mantuvo intransigente ante las ofertas de que se uniese al bloque imperial, probablemente debido a las noticias de la llegada inminente de refuerzos. Aunque esta estrategia fue infructuosa, los ejércitos se enfrentaron finalmente el 13 de agosto de 1704, en la batalla de Höchstädt (1704) (Blenheim según la nomenclatura inglesa), donde el duque de Marlborough y el Príncipe de Saboya vencieron a la coalición francobávara del Duque de Tallard.

## Antecedentes

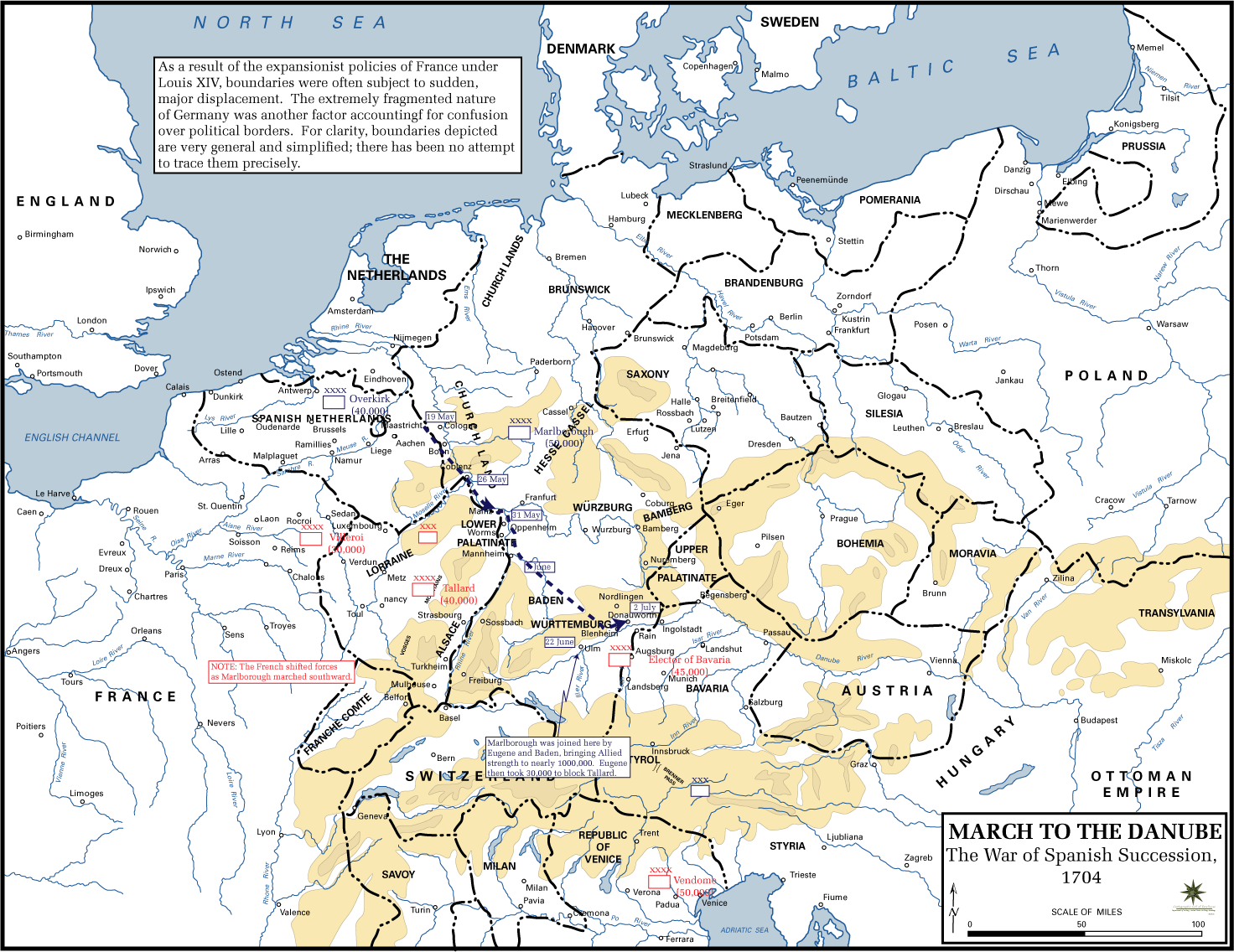
La marcha del Duque de Marlborough desde Bedburg hasta el Danubio, 1704.

La batalla de Schellenberg fue parte de la campaña de la Gran Alianza de 1704, cuyo objetivo era impedir la amenaza del ejército francobávaro a Viena, capital del Imperio. La campaña culminó el 20 de diciembre con la caída de Trarbach, pero el principal acontecimiento fue la batalla de Höchstädt (1704) (13 de agosto), en la que el ejército de Marlborough y Saboya venció a las fuerzas del Duque de Tallard.
Esta acción bélica había comenzado el 19 de mayo de ese año, cuando el duque de Marlborough partió de Bedburg, en los Países Bajos españoles, hacia los territorios de Maximiliano de Baviera. Esta marcha recorrió rápidamente los 400 km que distan entre ambas regiones, aunque, en principio, se pensaba que su objetivo era Alsacia o el Río Mosela. Sin embargo, desde que se notificó el 5 de junio del movimiento de Marlborough al Elector, temió que su objetivo primordial fuese Baviera, donde se encontraba el ejército del Conde de Marsin. Hacia el 22 de junio, se unieron al ejército del Duque los refuerzos imperiales del Margrave de Baden, en Launsheim, tras lo cual se creó una fuerza que sumaba 80.000 hombres.
El Emperador Leopoldo quería atraer de nuevo al Elector al bloque imperial, del que se había apartado antes de comenzar la guerra para aliarse con el Rey Sol. Sin embargo, Marlborough pensaba que la mejor manera de que Baviera volviese a la Gran Alianza era una negociación desde una posición de poder, después de haber derrotado a la coalición francobávara en el campo de batalla. Para realizar esta operación, los aliados necesitaban una base en la retaguardia, útil para el almacenamiento de provisiones y munición, así como un buen paso sobre el Danubio (habían extendido demasiado las líneas de suministro, que pasaban por Nördlingen y Núremberg). Por otro lado, el Elector y el Conde de Marsin no sabían si Marlborough atacaría Donauwörth o Augsburgo –ambos puestos estratégicos para la Gran Alianza–; no obstante, los aliados eligieron la ciudad de Donauwörth, dominada en el Norte por la colina de Schellenberg.

## Preludio
En 1703, el Mariscal de Francia, Claude Villars, había aconsejado al Elector de Baviera que fortificase sus ciudades, “[...] en especial Schellenberg, ese fuerte sobre Donauwörth, cuya importancia ya advirtió el gran Gustavo de Suecia [...]”. A pesar de su aviso, el Elector desatendió el decaído fuerte de Schellenberg, que necesitaba ser reparado y fortificado.

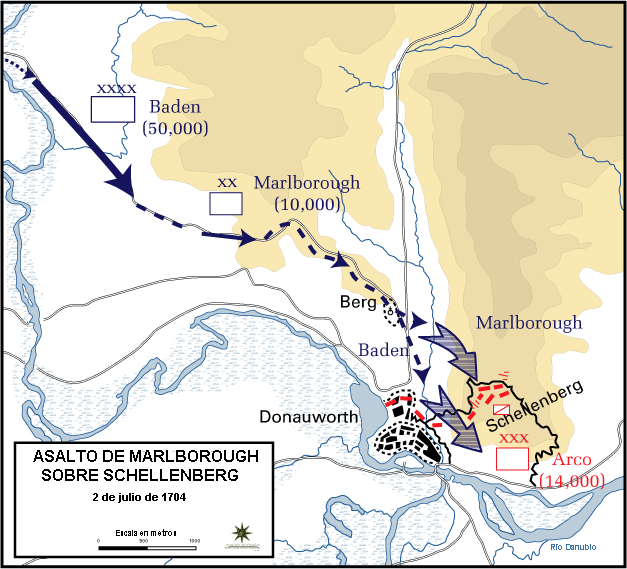
En 800 años de historia, sólo Gustavo Adolfo de Suecia había conseguido conquistar el fuerte de Schellenberg, en Donauwörth, durante la guerra de los Treinta Años.

Cuando Maximiliano se dio cuenta de que Donauwörth iba a ser atacada, encargó al Conde d’Arco, un oficial piamontés, que reforzase las defensas de la ciudad y que resistiese en el fuerte Schellenberg. Se le enviaron a d’Arco 12.000 hombres desde el campamento francobávaro de Dillingen –la mayoría de los cuales fueron tomados de la guardia personal de Maximiliano o del regimiento del Príncipe elector–, capitaneado por oficiales veteranos. En total, la guarnición que defendía Schellenberg estaba formada por 16 batallones de infantería bávaros y 7 franceses, 3 escuadrones bávaros y 6 franceses de dragones, apoyados por 16 cañones. Además, tres batallones de milicia sostenían la plaza.
En la noche del 1 al 2 de julio, los aliados habían acampado en Amerdingen, a 14 km de Donauwörth. Fue allí precisamente donde Marlborough recibió un mensaje del Príncipe Eugenio de Saboya, que le informaba de que el duque de Tallard marchaba con una tropa de 35.000 hombres a través de la Selva Negra para reforzar el ejército francobávaro. Estas noticias hicieron que el duque se convenciese de no tenían tiempo para un asedio convencional, por lo que, a pesar de las protestas del Margrave Luis Guillermo –alegando que un asalto directo causaría graves bajas–, Marlborough planeó un asalto abierto al fuerte de Schellenberg.
El General d’Arco conocía el paradero de las tropas aliadas, y confiaba en que disponía, al menos, de un día entero para preparar las defensas de Donauwörth; sin embargo, en las primeras horas del 2 de julio, el ejército de Marlborough comenzó a levantar el campamento para dirigirse hacia Schellenberg. El Duque revisó personalmente el avance de la primera fuerza de asalto, principalmente granaderos ingleses y holandeses, tomados en grupos de 130 hombres de cada batallón bajo su mando. Esta tropa, que contaba con 32 escuadrones de apoyo, fue dirigida por el general holandés Johan Wingand van Goor. La segunda fuerza de ataque estaba formada por 8 batallones de tropas holandesas, inglesas y alemanas (de Hannover y de Hesse), y por 35 batallones de caballería, comandados por Henry Lumley y el Conde Reynard van Hompesh. El ala del ejército del Margrave Luis Guillermo marchó en la retaguardia de las de Marlborough, desempeñando un papel menos peligroso.

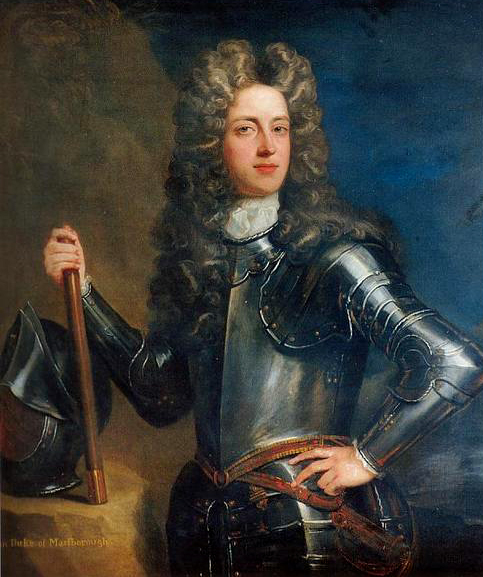
El Duque de Marlborough (1650-1722), por Sir Godfrey Kneller. El Duque planeó un asalto directo al fuerte de Schellenberg, pero el Príncipe Luis de Baden prefería realizar un largo asedio. Al final, la elección de Marlborough prevaleció.

Mientras los aliados desfilaban hacia Donauwörth, se mejoraron rápidamente las defensas del Schellenberg: se pusieron a punto los cañones, se construyó una empalizada en el perímetro del fuerte y se excavaron trincheras alrededor del parapeto defensivo para hacerlo doblemente efectivo. No obstante, a las nueve de la mañana del 2 de julio, d’Arco fue avisado del avance aliado hacia ellos y ordenó enseguida a su infantería que ayudase a sus ingenieros en la preparación de las defensas. Un oficial francés y cronista de la época, el Coronel de la Colonie, escribió: “No tuvimos suficiente tiempo para completar esto satisfactoriamente [...]”
A pesar de que el avance de los aliados fue entorpecido por caminos embarrados, hacia media tarde ya habían cruzado el río Wörnitz en Ebermergen. Marlborough ordenó a su general de brigada, el Conde de Cadogan, que, en cuanto llegase a las afueras de Donauwörth, debía alejarse y acampar de manera que pareciese que los aliados iban a realizar un asedio al fuerte de Shellenberg. Cuando el Conde d’Arco observó los preparativos de Cadogan, abandonó la supervisión de la preparación de las defensas para almorzar con el comandante francés de la villa, el Coronel du Bordet, creyendo que disponía del resto del día y de la noche para finalizar los preparativos. Sin embargo, los vigías bávaros avistaron el decidido avance de Marlborough, que pretendía realizar un asalto inmediato, y dieron la voz de alarma, por lo que el General d’Arco interrumpió de inmediato su cómodo almuerzo y se apresuró al fuerte Schellenberg para llamar a sus hombres a las armas.

## La batalla

### Campo de batalla
La colina de Schellenberg dominaba el Noreste de Donauwörth, una ciudad amurallada situada en la confluencia de los ríos Danubio y Wörnitz. Una de sus laderas estaba protegida por el denso e impenetrable bosque de Boschberg; el Wörnitz y sus ciénagas protegían las laderas del Sur y el Este, por lo que la colina era el mejor puesto para la defensa de la ciudad. En su cima ovalada, llana y abierta, había un antiguo fuerte, construido por el Rey Gustavo Adolfo de Suecia en la guerra de los Treinta Años, que se encontraba en un estado ruinoso. Además, las murallas de Donauwörth eran de segunda categoría y carecían de la sofisticación de las defensas construidas por el ingeniero del Rey Sol, el Marqués de Vauban.

### Maniobras iniciales

La toma del fuerte de Shellenberg, 2 de julio de 1704. Los defensores francobávaros consiguieron repeler dos veces a las fuerzas del Duque de Marlborough hasta que el Margrave de Baden logró abrir una brecha en el flanco derecho.

Aunque Marlborough sabía que un ataque frontal al fuerte de Schellenberg sería muy duro, estaba convencido de que era el único modo de conquistar rápidamente la ciudad de Donauwörth.
Un hombre de la unidad de dragones, Christian Welsh, recordó: “Nuestro flanco no estuvo dentro del campo de visión del enemigo hasta media tarde; sin embargo, para no dar tiempo a los bávaros de fortalecerse, el Duque ordenó al general holandés van Goor que atacase cuanto antes.” Uno de los primeros oficiales que entró en combate fue el Coronel Holcroft Blood, comandante de artillería del ejército de Marlborough, que ordenó disparar al enemigo desde las explanadas de Berg. Este ataque fue rápidamente contestado por el General d’Arco, cuyos cañones comenzaron a disparar desde el fuerte de Gustavo Adolfo.
D’Arco ordenó a la infantería francesa del Coronel de la Colonie que permaneciese en la cima del Schellenberg, para rellenar las brechas que los aliados consiguiesen producir en sus defensas. No obstante, debido a la llanura de la cima, esta posición no les protegía del fuego enemigo. El Coronel Blood, que enseguida percibió esta situación, ordenó concentrar los disparos en la cima, por lo que causó graves bajas en los hombres del Coronel de la Colonie, el cual más tarde escribió: “El fuego enemigo se concentró en nuestro regimiento, su primera descarga hirió de muerte al Conde de la Bastide [...] y mi abrigo se cubrió de sesos y sangre.” A pesar de este ataque, que hizo perder 80 granaderos y 5 oficiales, de la Colonie asumió que era absolutamente necesario que el regimiento francés se mantuviese en su posición.

### Primer asalto de Marlborough
Uno de los primeros ataques de los aliados fue el forlorn hope, llevado a cabo por una fuerza de 80 granaderos ingleses, capitaneados por el Vizconde de Mordaunt y el Coronel Richard Munded. El movimiento pretendía parar el fuego de la defensa enemiga, permitiendo así distinguir a Marlborough el lugar óptimo donde crear una brecha. Aunque Mordaunt y Muden sobrevivieron a la operación, la mayoría había muerto esa noche.
A las seis de la tarde, tras el forlorn hope, el cuerpo principal de infantería (mayormente granaderos ingleses y holandeses) comenzó su ataque. La disciplinada marcha de los atacantes hacia el Schellenberg pronto se convirtió en un violento ataque. “La rapidez de sus movimientos, unida a sus gritos y alaridos, era muy alarmante”, recalcó el Coronel de la Colonie, que ordenó cargar a sus soldados para acallar los gritos victoriosos de los atacantes.
A medida que el ejército de Marlborough se acercaba a Schellenberg, sus soldados se convertían en blancos fáciles para el fuego francobávaro. Los disparos de los mosquetones, junto con las explosiones de las granadas, crearon una enorme confusión en las laderas de la colina. Para facilitar el asalto al fuerte, cada soldado portaba un fardo de ramas (cortadas del bosque de Boschberg) para usarlas como puentes sobre los fosos que se habían cavado. Sin embargo, éstas se malgastaron, pues se confundieron unas arenas movedizas –producidas por las lluvias– con las zanjas defensivas.
A pesar de haber perdido sus ramas, continuaron su duro avance a través de los fosos y trincheras, hasta chocar con las filas bávaras en un salvaje combate cuerpo a cuerpo. La Guardia del Elector y los hombres del Coronel de la Colonie sufrieron lo peor del ataque, “El pequeño parapeto que separaba los dos ejércitos se convirtió en la más sangrienta lucha que pudiese concebirse.” De todos modos, las fuerzas aliadas no pudieron penetrar en las defensas y tuvieron que regresar a su posición inicial. El General van Goor, que había dirigido el ataque, se contaba entre las numerosas víctimas.

### Segundo asalto de Marlborough
El segundo asalto fue también infructuoso, pues los comandantes de brigada y regimiento aliados tuvieron una gran dificultad para reorganizar y hacer avanzar las tropas de nuevo. Por ello dirigieron personalmente el ataque, poniéndose al frente de sus hombres, y les llevaron hacia el fuerte en un nuevo torrente de disparos de mosquetones y granadas.
De nuevo hubo un enorme número de bajas aliadas, cuyos cadáveres yacían en la empalizada enemiga. En este ataque, también murió el oficial que dirigía la operación, el Conde de Limburg-Styrum. Con el caos imperante, se rompieron filas y las tropas atacantes huyeron colina abajo mientras los exultantes granaderos bávaros, que habían saltado la empalizada con sus bayonetas caladas, les perseguían. No obstante, los guardias ingleses y la caballería de Lumley impidieron una derrota total, repeliendo a los bávaros y haciéndoles volver tras sus defensas.

### Asalto de Baden

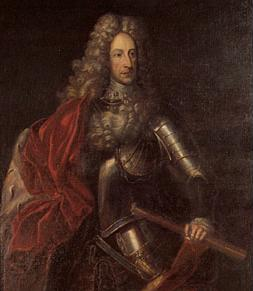
El Margrave de Baden (1655-1707). Baden dirigió el ala derecha del ejército aliado en la batalla, donde fue herido en un pie. Tras Schellenberg, su relación con Marlborough empeoró mucho, pues ambos consideraban la batalla una victoria personal.

Tras el fracaso de los asaltos aliados para destruir las defensas del fuerte de Schellenberg, Marlborough recibió información de que las defensas entre las murallas de Donauwörth y el parapeto defensivo estaban terriblemente desorganizadas. Los malogrados asaltos del Duque de atacar Schellenberg habían atraído a la mayoría de los hombres del Conde d’Arco de sus puestos defensivos, dejando el flanco izquierdo vulnerable y expuesto a los ataques aliados. El otro comandante aliado, el Margrave de Baden (que se había unido a la batalla media hora después que Marlborough), avistó enseguida esta oportunidad y partió raudo con sus granaderos desde la llanura de Berg para asaltar el fuerte por el flanco izquierdo.
Torpemente, el capitán de la guarnición de Donauwörth había ordenado a sus hombres que cerrasen las puertas de la ciudad, por lo que ahora sólo podían disparar desde las murallas. Las tropas imperiales de Baden (apoyadas por 8 batallones de reserva de Marlborough), rompieron fácilmente las debilitadas defensas. Consiguieron entrar en Donauwörth, derrotando a varios batallones de infantería y un regimiento de caballería, tras lo cual se reagruparon a los pies del fuerte de Schellenberg.
En cuanto vio el peligro, el Conde d’Arco se apresuró a llamar a sus regimientos de dragones, en un intento de detener el avance de las fuerzas imperiales hacia la cumbre de la colina. Sin embargo, tres compañías de granaderos concentraron sus descargas en los dragones franceses, obligándoles a retirarse. Esto dejó a d’Arco fuera de contacto con sus tropas, que resistían en lo alto del fuerte, por lo que se refugió en Donauwörth. De acuerdo con el Coronel de la Colonie, “[...] tuvo algunos problemas para entrar en la ciudad, pues el capitán de la guarnición dudó si se debían abrir las puertas”.

### Recta final
Consciente de que las tropas imperiales de Luis Guillermo de Baden avanzaban hacia Schellenberg, Marlborough inició un tercer asalto. Esta vez, los atacantes formaron una línea más amplia, lo que obligó a los defensores a extender su fuego (reduciendo así el número de bajas por disparos de mosquetones y granadas). No obstante, las fuerzas francobávaras, incluyendo al Coronel de la Colonie, no eran conscientes de que las tropas de Baden habían barrido el flanco izquierdo y que el Conde d’Arco se había retirado a Donauwörth. Por esto, los defensores confiaban en que volverían a repeler el ataque aliado: “Permanecimos firmes en nuestros puestos, nuestro fuego era más regular que nunca y estábamos seguros de nuestro éxito.”
Poco después del asalto de Baden, las fuerzas francobávaras avistaron líneas de soldados con uniformes grises que venían desde Donauwörth. En un principio, pensaron que eran refuerzos de la guarnición urbana del Coronel du Bordet, pero enseguida se dieron cuenta de que se trataba de las tropas imperiales. De la Colonie describió así la escena: “Llegaron rápidamente [las tropas imperiales de Baden] a nuestro flanco, hacia las siete y media de la tarde, sin que tuviésemos tiempo de reaccionar ante tal situación. Habíamos estado tan concentrados en nuestros propios puestos [...]”. Después de situarse en la cima de la colina, las tropas del Margrave de Baden comenzaron a disparar a los sorprendidos defensores del fuerte de Schellenberg, forzando un realineamiento de las fuerzas francobávaras. Entonces, Marlborough dirigió al ala izquierda del ejército aliado, apoyada por un regimiento de dragones de reserva, hacia las debilitadas líneas defensivas, con lo que obligó a los soldados a descender por la colina y romper su orden.
Los defensores de Schellenberg, superados en número por los aliados, habían resistido dos horas en el fuerte, pero el ataque de Marlborough y Baden por ambos flancos puso fin a su fiel resistencia. El pánico se apoderó de las tropas francobávaras, que huyeron despavoridas, y el duque envió 35 escuadrones de caballería y dragones a perseguir a los tropas enemigas en su huida. No había una buena ruta de escape, pues el puente sobre el Danubio se había derrumbado durante la batalla, y la mayoría de los hombres del Conde d’Arco murieron ahogados intentando cruzar el rápido río.

## Consecuencias

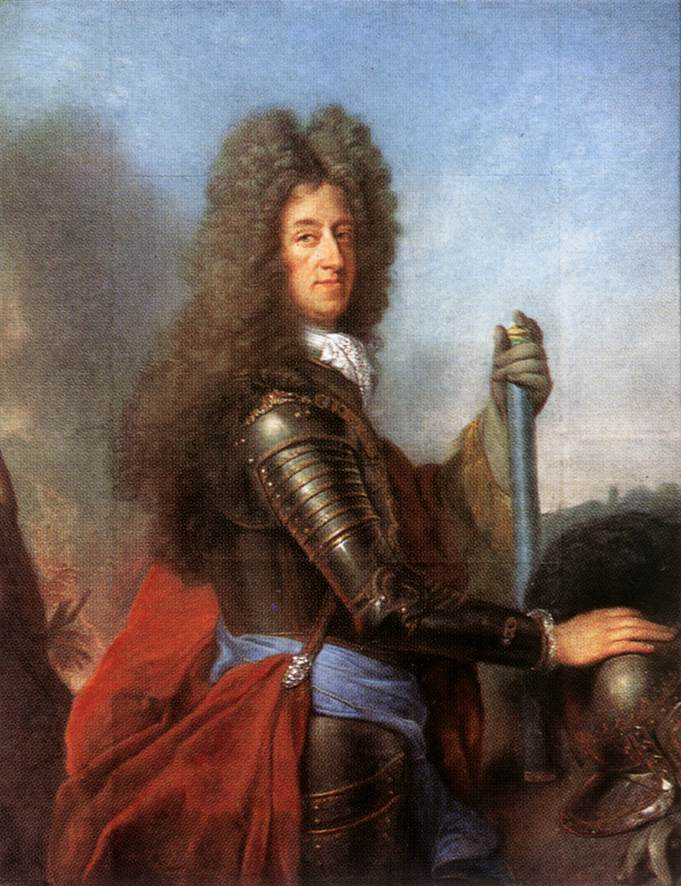
El Elector de Baviera (1662-1726), por Joseph Vivien. Maximiliano había desempeñado un importante papel contra Francia durante la Guerra de los Nueve Años, pero pasó al bando del Rey Sol antes del estallido de la Guerra de Sucesión Española, enfrentándose a su suegro, el Emperador Leopoldo.

El Coronel de la Colonie fue uno de los pocos soldados que pudieron escapar de la batalla, en la que el Elector había perdido muchas de sus mejores tropas: la aniquilación de los regimientos del Conde d’Arco tuvo graves efectos en la capacidad militar del ejército francobávaro para el resto de la campaña. Muy pocos de los que participaron en la batalla en la defensa de Schellenberg volvieron a unirse al ejército del Elector y del Conde de Marsin, si bien entre los pocos que sí lo hicieron se encuentran el Conde d’Arco y su lugarteniente, el Marqués de Maffei, que defendieron Lutzingen en la Batalla de Höchstädt (1704).
De los 22.000 hombres alistados en el ejército aliado, hubo 5.000 bajas durante la batalla, que, a su vez, desbordaron todos los hospitales que Marlborough había mandado instalar en Nördlingen. Entre los muertos del bando aliado había seis Tenientes Generales, cuatro Generales y muchos otros oficiales, como coroneles y tenientes coroneles. Esto muestra el grado de exposición al peligro de los oficiales, que debían dirigir a sus tropas en el ataque, lo que provocó la caída de grandes militares como el Conde de Limburg-Styrum o el General van Goor. Ningún otro conflicto bélico de la guerra de sucesión española se cobró tantos oficiales entre sus víctimas.
Por otra parte, la victoria aliada supuso la consiguiente obtención de un botín, entre los que se encontraban todos los cañones del fuerte de Schellenberg, junto con las municiones, víveres y riquezas de Donauwörth. Sin embargo, las largas listas de bajas causaron gran consternación por toda la Gran Alianza, siendo destacable el clamor popular en La Haya. Las Provincias Unidas acuñaron una moneda conmemorativa de la victoria, en la que aparecía el Margrave de Baden y una inscripción latina en el reverso, sin mención alguna al Duque de Marlborough. El Emperador Leopoldo escribió personalmente al Duque para remediar el agravio: “Nada puede ser más glorioso que la celeridad y vigor con los que habéis vencido al enemigo en Donauwörth”.
La ciudad fue abandonada esa noche por el Coronel du Bordet, cuando el Elector llegaba con refuerzos (sacados de las guarniciones de Neoburgo y Ratisbona), aunque sólo llegó a tiempo de ver la aniquilación de sus mejores tropas. Esto hizo que se retirase más allá del río Lech y acampó con sus tropas cerca de Augsburgo. La posición de Maximiliano y de su lugarteniente, el Conde de Marsin, era mucho menos segura y estaban desesperados por recibir los refuerzos del Duque de Tallard, en camino a través de la Selva Negra.
Marlborough no tenía muchas opciones tras la toma de Donauwörth, pues carecía de cañones de asedio, lo que le impedía atacar Augsburgo o Múnich. Sin embargo, el Duque estaba decidido a enfrentarse al Elector antes de que llegase el Mariscal Tallard. Sin embargo, los comandantes aliados no eran capaces de ponerse de acuerdo sobre el siguiente movimiento tras la Batalla de Schellenberg, produciéndose un pequeño asedio al pueblo de Rain, que fue tomado el 16 de julio.

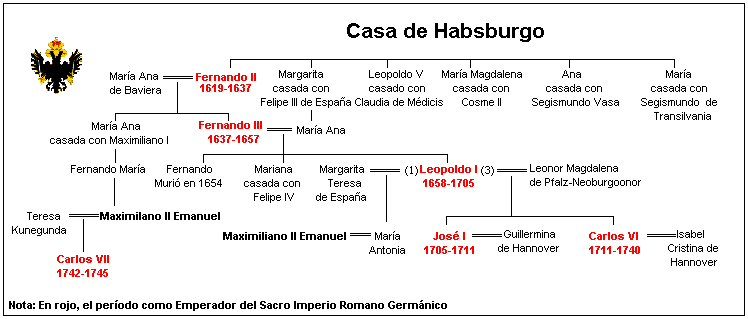
Parte de la genealogía de la Casa de Habsburgo. A pesar de su matrimonio con María Antonia, hija del Emperador Leopoldo, el Elector de Baviera se mantuvo fiel al Rey Sol durante toda la guerra.

A lo largo del mes de julio, Marlborough envió a sus tropas a devastar la campiña bávara, quemando aldeas y destruyendo cultivos, con el fin de provocar un enfrentamiento armado con el Elector o bien hacerle volver al bando imperial. El expolio de Baviera, que generó miseria entre la población, hizo que su esposa, María Antonia, le suplicase que dejase el bando francés y se uniese a la Gran Alianza. El Emperador también deseaba que le apoyase, por lo que le ofreció amnistía y subsidios para la reparación de sus territorios. Aunque Maximiliano vaciló en su fidelidad al Rey Sol, se decidió a seguir luchando contra el Emperador Leopoldo y la Gran Alianza cuando recibió las noticias de la cercana llegada de los refuerzos de Tallard, con 35.000 hombres. No obstante, las fuerzas de Marlborough y Baden también iban a recibir ayuda, pues el Príncipe Eugenio de Saboya se dirigía a Baviera con 18.000 hombres.
El 5 de agosto se reunieron los tres comandantes aliados, Marlborough, Baden y Saboya, para planear su siguiente movimiento. El plan del Margrave de sitiar la ciudad de Ingolstadt, en el Danubio, con un ejército de 15.000 hombres, fue apoyado con entusiasmo por los otros dos líderes (a pesar de su inferioridad numérica). Finalmente, el ejército aliado se enfrentó a la coalición francobávara en los alrededores del pueblo de Blindheim, en el Danubio. La batalla, que se produjo el 13 de agosto, se conoce en la Historia como la Batalla de Höchstädt (1704)(o batalla de Blenheim para los ingleses).